# 2880 Nihondaira
2880 Nihondaira (1983 CA) là một tiểu hành tinh vành đai chính được phát hiện ngày 8 tháng 2 năm 1983 bởi T. Seki ở Geisei.